# ローランティッド地域
ローランティッド地域（ローランティッドちいき、仏：Laurentides）は、ケベック州の地方行政区の1つ。これはローレンシャン山地を指すことが多い。

## 概要
もともと先住民（モンタニエMontagnais）が居住していた場所であったが、19世紀の中ごろにフランス人の入植者によって、谷沿いに農耕地が作られた。20世紀には人気の観光スポットとなり、夏季のコテージや湖のアクティビティに加え、冬季のクロスカントリーやスキーリゾートなどで賑わうようになる。サンソヴールやモントランブラン・リゾート、グレイ・ロックなどのリゾート地が知られる。週末には余暇を求めてモントリオールやオンタリオ州からも観光客がよく訪れる。

## 行政区分
8つの郡（MRC）または同等地域（TE）と83の市町村（Municipalités）、一つのインディアン居留地に分かれる。

### 郡・同等地域と主な都市
- アントワーヌ＝ラベル郡（Antoine-Labelle）
- アルジャントゥイユ郡（Argenteuil）
- ドゥー＝モンターニュ郡（Deux-Montagnes）
- ラ・リヴィエール＝デュ＝ノール郡（La Rivière-du-Nord）
  - サン＝ジェローム(Saint-Jérôme)
- レ・ローランティッド郡（Les Laurentides）
  - モン＝トランブラン(Mont-Tremblant)
  - サン＝タガット＝デ＝モン(Saint-Agathe-des-Monts)
- レ・ペイ＝ダン＝オー郡（Les Pays-d'en-Haut）
  - サン＝ソヴェール（Saint-Sauveur）
- テレーズ＝ドゥ＝ブランヴィル郡（Thérèse-de-Blainville）
  - ブランビル（Blainville）
- ミラベル (カナダ)（Mirabel）：市であるが同等地域（郡に準じる地域、TE）とされている。

### インディアン居留地
- ドンキャスター（Doncaster）